# Bootstrap Protocol
Il Bootstrap Protocol (BOOTP) è un protocollo di rete UDP usato da un client per ottenere il proprio indirizzo IP in maniera automatica. Opera di solito nel processo di avvio dei computer o del sistema operativo. Il server BOOTP assegna l'indirizzo IP da una lista di indirizzi ad ogni client con un termine di durata. 
Tale protocollo è stato definito dal RFC 951.
Storicamente è stato utilizzato per le workstation senza disco di tipo UNIX (che ottenevano così anche la locazione della propria boot image) e anche dalle aziende per implementare un'installazione pre-configurata di Windows sui nuovi PC (tipicamente in ambienti Windows NT). 
Originariamente richiedeva l'uso di un floppy disk di avvio per stabilire la connessione di rete iniziale, il protocollo era incapsulato nel BIOS di alcune schede di rete (come 3c905c) e in alcune moderne schede-madri. 
Recentemente con la riapparizione di PC stand-alone senza disco, è ritornato nuovo interesse in questo tipo di avvio del sistema operativo Microsoft Windows.
Il Dynamic Host Configuration Protocol (DHCP) è l'evoluzione del protocollo BOOTP. Il DHCP come il BOOTP opera sulla porta UDP 67 (server) e 68 (client). La maggior parte di server DHCP offrono anche il supporto per il protocollo BOOTP.